# Epeorus vitreus
Epeorus vitreus is een haft uit de familie Heptageniidae. De wetenschappelijke naam van de soort is voor het eerst geldig gepubliceerd in 1853 door Walker.
De soort komt voor in het Nearctisch gebied.